# غوزو
غوزو (باليابانية: 極道恐怖大劇場　牛頭　ＧＯＺＵ) فيلم رعب كوميدي جريمة ياباني. من اخراج تاكاشي مايكه وسيناريو ساكيتشي ساتو. الفيلم يمزج بين قصص الياكوزا والأشباح والاساطير الحضرية والغرائب والأساطير اليابانية.

## الممثلون
- هيديكي سون في دور مينامي
- شو أيكاوا في دور أوزاكي
- كيميكا يوشينو في دور أوزاكي الأنثى
- شوهي هينو في دور هانا
- كيكو توميتا في دور المضيقة
- هارومي سون في دور شقيق المضيفة
- رنجي إيشيباشي في دور الزعيم

## الاصدار
أُصدر الفيلم بميزانية منخفضة، وكان من المقرر في الأصل إصداره مباشرة على أقراص دي في دي. ولكن، ردة الفعل الإيجابية بعد عرضه في مهرجان كان السينمائي في أيار/مايو 2003، كانت سبب عرضه في دور السينما حول العالم.

## روابط خارجية
- غوزو على موقع IMDb (الإنجليزية)
- غوزو على موقع ميتاكريتيك (الإنجليزية)
- غوزو على موقع روتن توميتوز (الإنجليزية)
- غوزو على موقع نتفليكس (الإنجليزية)
- غوزو على موقع ألو سيني (الفرنسية)
- غوزو على موقع Turner Classic Movies (الإنجليزية)
- غوزو على موقع أول موفي (الإنجليزية)
- غوزو على موقع فيلمافينيتي (الإسبانية)
- غوزو على موقع قاعدة بيانات الفيلم (الإنجليزية)
- غوزو على موقع ليتربوكسد (الإنجليزية)